# Fossacesia
Fossacesia község (comune) Olaszország Abruzzo régiójában, Chieti megyében.

## Fekvése
A megye északkeleti részén fekszik, az Adriai-tenger partján. Határai: Lanciano, Mozzagrogna, Paglieta, Rocca San Giovanni, Santa Maria Imbaro és Torino di Sangro.

## Története
Első írásos említése a 9. századból származik. A következő századokban nemesi birtok volt. Önállóságát a 19. század elején nyerte el, amikor a Nápolyi Királyságban felszámolták a feudalizmust.

## Népessége
A népesség számának alakulása:

## Főbb látnivalói
- San Donato-templom
- San Giovanni in Venere-apátság